# Croatia Airlines
Croatia Airlines är Kroatiens största flygbolag och har sin operativa bas i dess huvudstad, Zagreb. Croatia Airlines är fullvärdig medlem i flygbolagsalliansen Star Alliance.

## Historik
Croatia Airlines grundades 1989 under namnet Zagal-Zagreb Airlines. Redan 1992 blev flygbolaget medlem i IATA. Croatia Airlines har idag ett nära samarbete med tyska Lufthansa.

## Flotta
I november 2017 bestod Croatia Arlines flotta av följande flygplan: